# 德威特 (內布拉斯加州)
德威特（英語：De Witt）是位於美國內布拉斯加州薩林縣的村。

## 人口
根據2020年美國人口普查的數據，德威特的面積為1.08平方千米，皆為陸地。當地共有人口520人，而人口密度為每平方千米481人。